# Society of Dyers and Colourists
Die Society of Dyers and Colourists (SDC; deutsch Gesellschaft der Färber und Koloristen) ist ein internationaler Berufsverband mit Hauptsitz in Bradford, West Yorkshire, UK, die sich auf Farbe in all ihren Erscheinungsformen spezialisiert hat. Sie wurde 1884 gegründet und erhielt 1963 eine Royal Charter of Incorporation. Die SDC ist eine eingetragene Wohltätigkeitsorganisation.

## Aktivitäten
In Zusammen mit der American Association of Textile Chemists and Colorists veröffentlicht SDC den Colour Index International, der als maßgebliche Quelle für Farbmittel anerkannt ist und dazu dient, die Pigmente und Farbstoffe zu identifizieren, die bei der Herstellung von Tinten, Farben, Textilien, Kunststoffen und anderen Materialien verwendet werden. Seit 1884 veröffentlicht die SDC die Zeitschrift Journal of the Society of Dyers and Colourists, die 1999 als Coloration Technology neu aufgelegt wurde.
Die Gesellschaft ist Mitglied im Science Council.